# ثلاثي يود الثيرونين
ثلاثي يود الثيرونين (Triiodothyronine) أو (T3): هرمون تفرزه الغدة الدرقية. يؤثر هذا الهرمون على العديد من العمليات الفسيولوجية في جسم الإنسان تتضمن النمو والتمثيل الغذائي بالإضافة إلى تنظيم درجة حرارة الجسم ومعدل ضربات القلب. يمثل إنتاج ثلاثي يود الثيرونين 20% فقط من نسبة هرمونات الغدة الدرقية، بينما يمثل الثيروكسين الجزء الباقي منها. وعلى الرغم من ذلك، فإن فعالية ثلاثي يود الثيرونين تساوي أربعة أضعاف فعالية الثيروكسين. يعد عمر النصف البيولوجي لهرمون ثلاثي يود الثيرونين قصيرة حيث تصل الي 2.5 يوما فقط مقارنةً بعمر النصف البيولوجي للثيروكسين التي تصل الي 6.5 يوما.